# Ильинская церковь (Солнечная Долина)
Церковь Ильи в поселке Солнечная Долина, расположена по адресу ул. Черноморская, 14А. Построена в X-XII веках. Постановлением СМ УССР от 24.08.1963 № 970, дол. № 282 включена в реестр памятников архитектуры. В ней сохранилась древняя купель, которая и сейчас используется в таинстве крещения.

## История
Это самый старый из действующих храмов Крыма: время его сооружения датируют X-XII веками. В 1771 году русские войска под командованием князя Н.  Долгорукого разбили турецкую армию и заняли Кафу. Узнав об этом, турки в гневе убили православного священника Петра церкви святого Ильи. По свидетельству очевидцев, каждую Страстную пятницу, тело убитого священника в раке извлекали, и с торжественными песнопениями обносили вокруг церкви.
Главной реликвией церкви является мраморная купель, сделанная из капители колонны, которая украшала какой-то языческий храм в IV–V веке. Мрамор для колонны, возможно, добыли на острове Проконес, а в Крым она попала из Константинополя. Сначала храм был греческий, но после того, как в 1778 году греки переселились в Приазовье, за церковью ухаживали жители села Козы (село Солнечная Долина до 1944 года носило название Козы). В 1904 году храм отремонтировали и расписали. Свято-Ильинская церковь охранялась одной семьей, в конце XIX век каждый желающий мог осмотреть ее. Богослужения продолжались до 1936 года, затем церковь служила электростанцией и зернохранилищем. Во время войны храм ненадолго открыли для военных из Румынии. Реставрация была начата в 2000-х.

## Архитектура
Архитектура храма необычна, он построен по типу древних армянских церквей. Трон в этом древнем храме сложен из трех каменных плит и плотно примыкает к восточной стене церкви. Обойти его вокруг невозможно. Двери, расположенные в южной стене, очень низкие. Большой камень над входной дверью украшен пятью высеченными розетками с греческими крестами. Солнечный свет проникает в церковь через два маленьких окошка. Во время раскопок возле храма обнаружили фрагменты кладки на глине. Это дает основание предполагать, что на месте сегодняшнего храма, ранее X века, стояла более древняя церковь. Озеро, что находилось возле храма, в 60-е годы осушили, был срезан холм возле церкви.

## Галерея

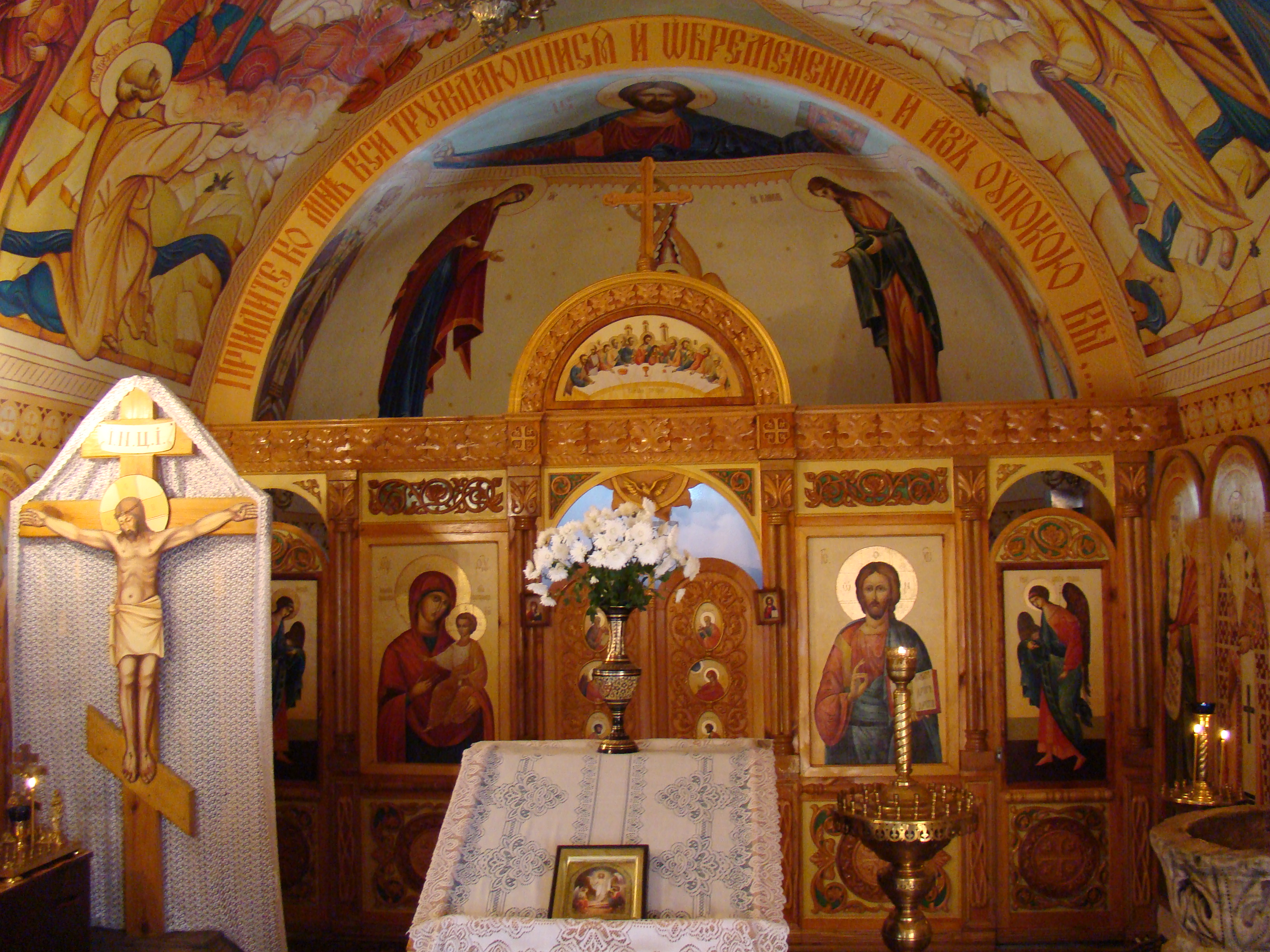
Интерьер церкви
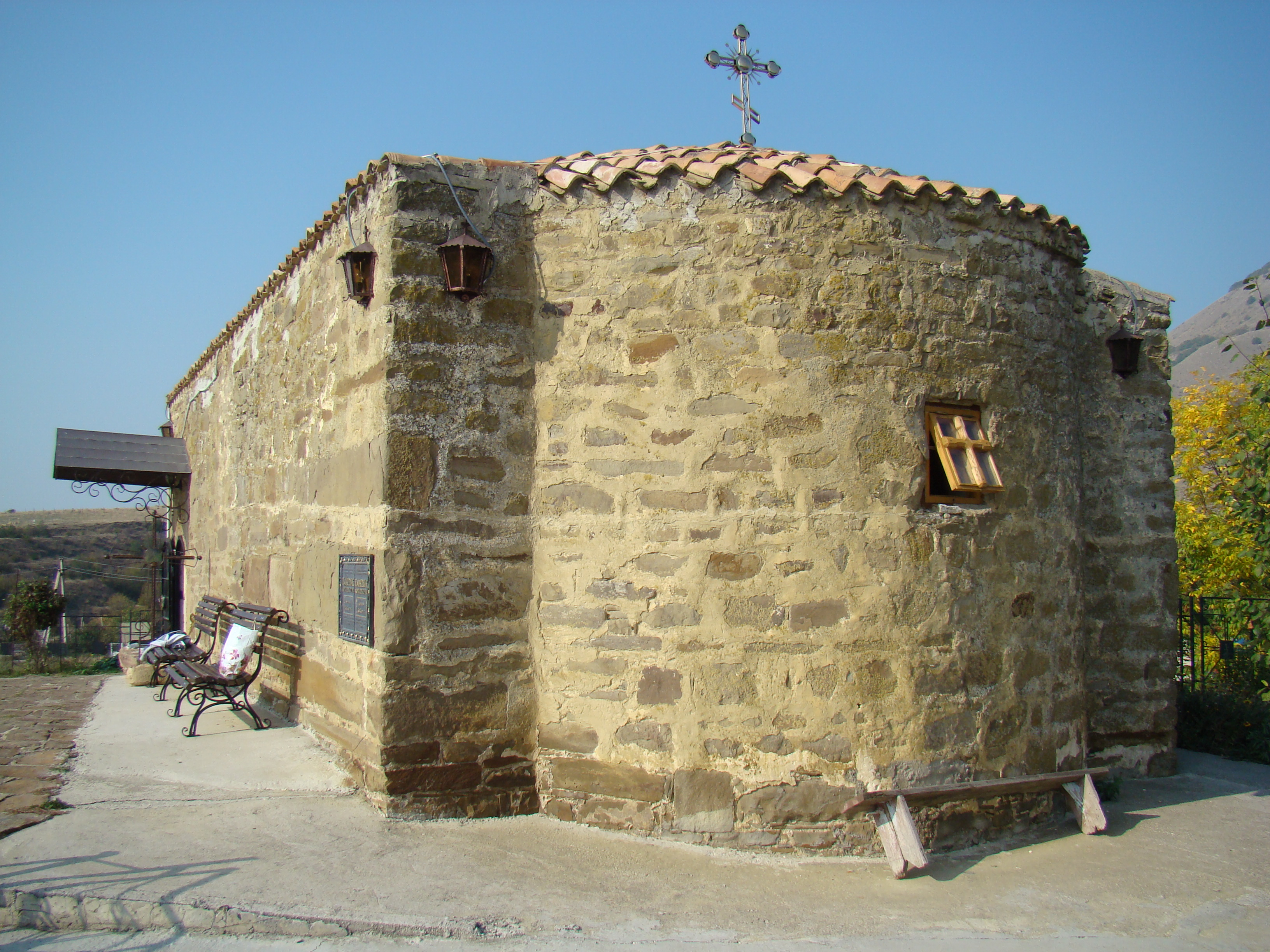
Окошко церкви
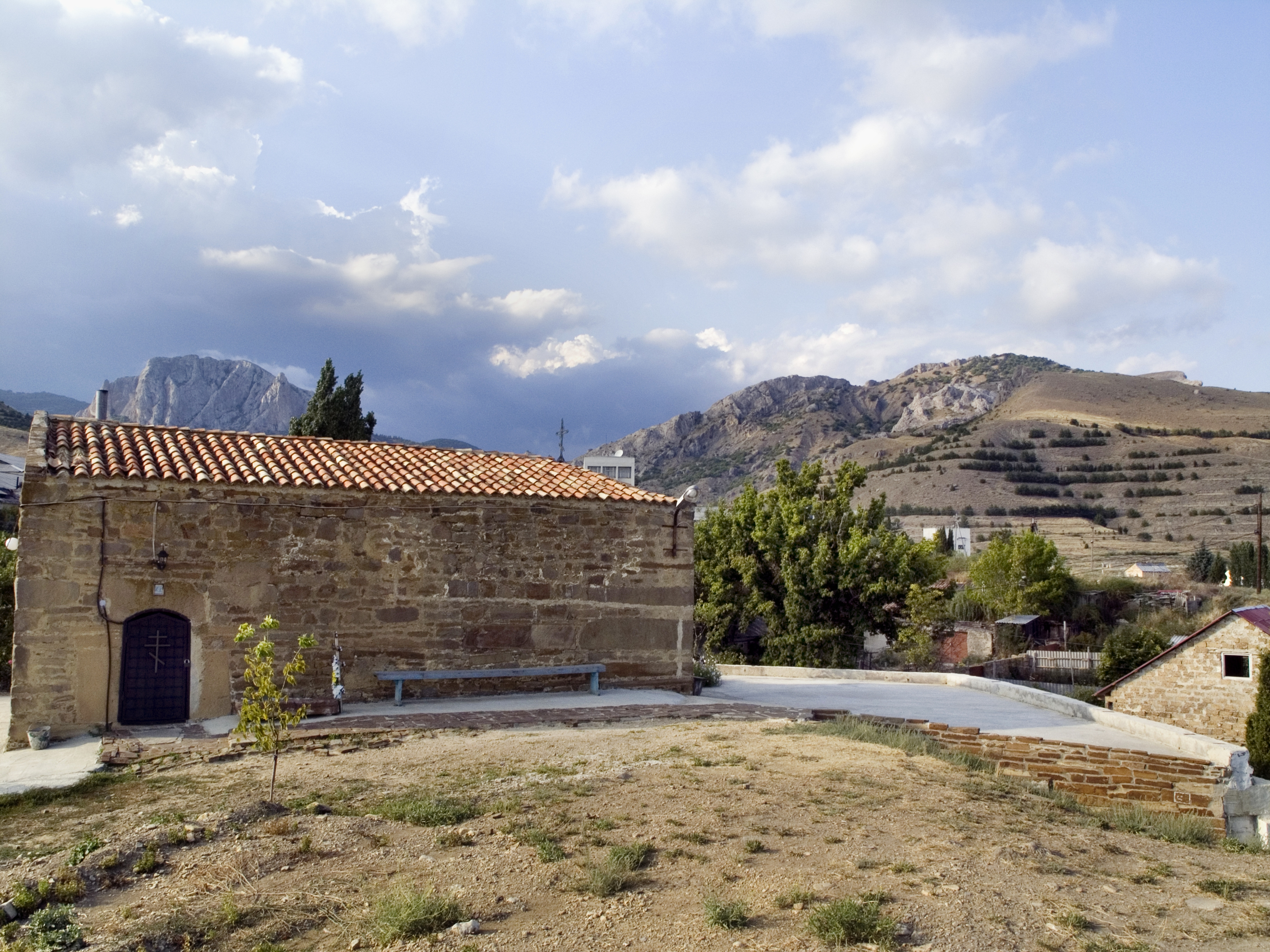
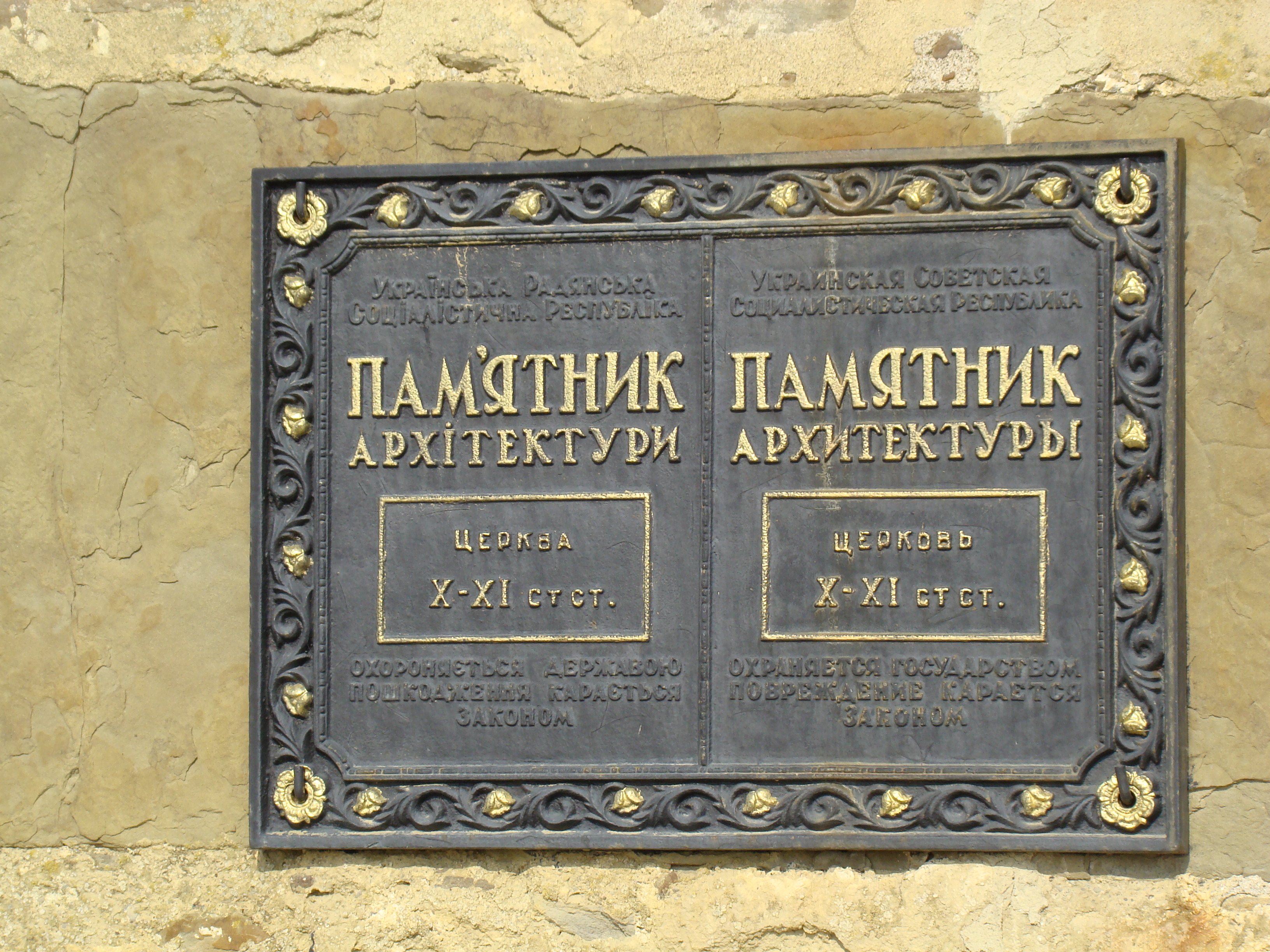
Охранная табличка
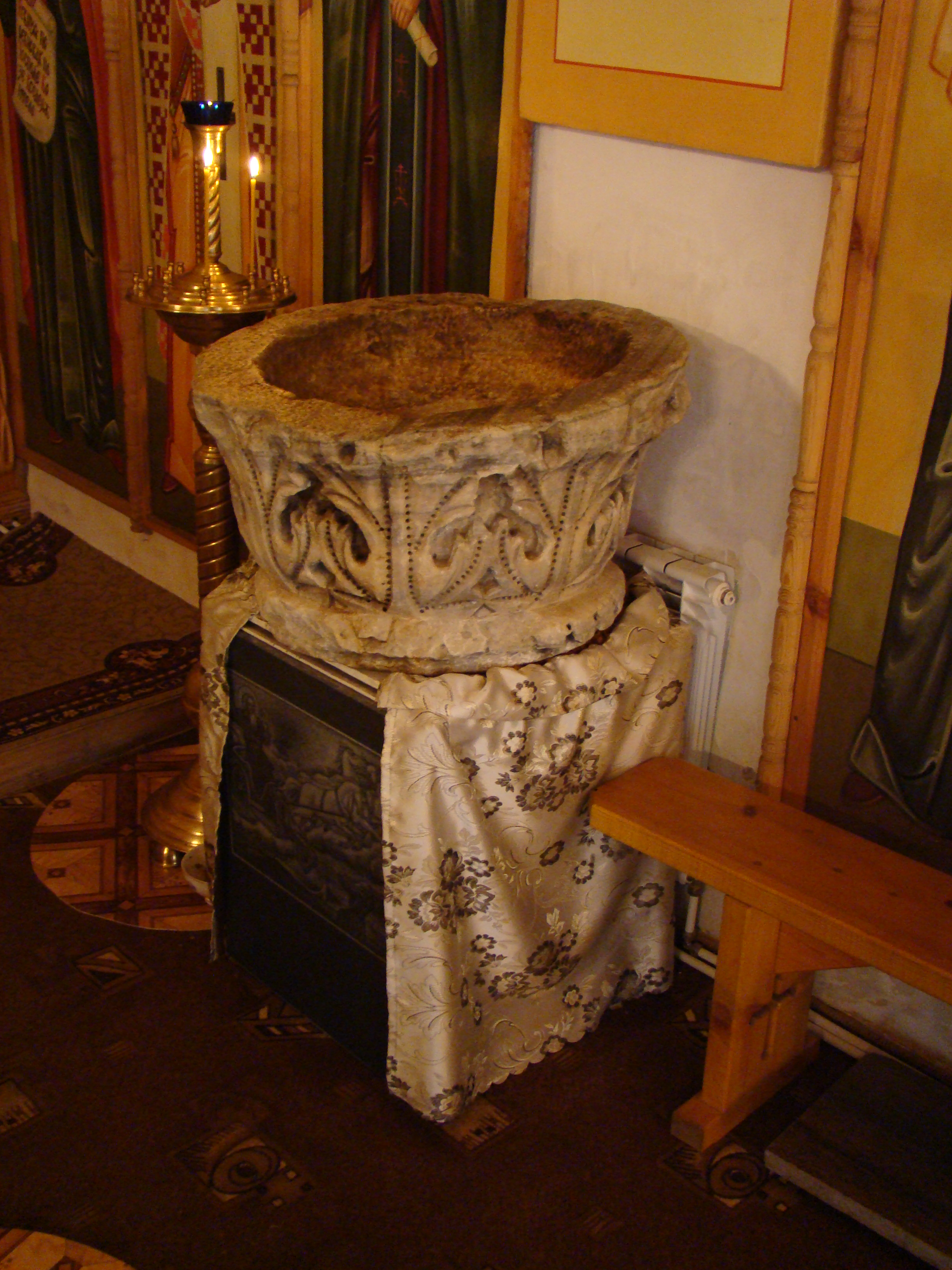
Купель церкви